# Giffers
Giffers (französisch Chevrilles; senslerdeutsch Güffersch; Freiburger Patois Tsevrilyeⓘ) ist eine politische Gemeinde des Sensebezirks im schweizerischen Kanton Freiburg und liegt rund 6 km östlich der Kantonshauptstadt Freiburg. Sie liegt im oberen Sensebezirk.

## Geographie

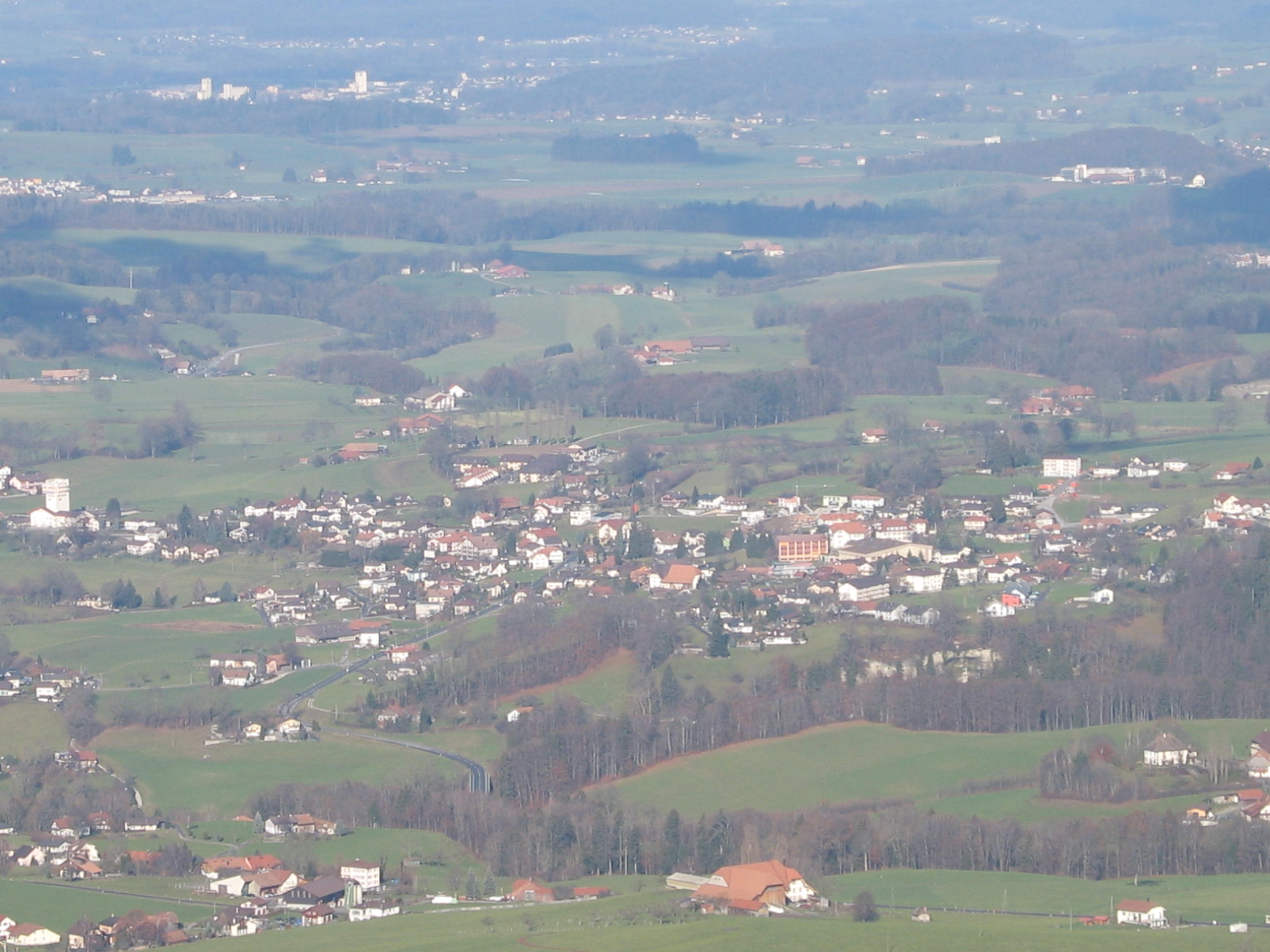
Giffers von der Muschenegg aus

Giffers liegt auf 767 m ü. M., wobei der tiefste Punkt auf 679 m ü. M. (bei der Ärgera) und der höchste auf 1032 m ü. M. (Lanthernhubel nahe Eichholz) liegt. Vom 5,15 km² grossen Gemeindegebiet werden zwei Drittel landwirtschaftlich genutzt, 13,6 % sind überbaut, und die Waldflächen machen 20 % der Fläche aus. Zu den 1,9 % der Fläche, die als unproduktiv bezeichnet werden, gehört vor allem die Auenlandschaft an der Ärgera.
Die Südgrenze bildet die Ärgera mit dem Ärgeragraben, einer unberührten Auenlandschaft von nationaler Bedeutung. Die Hauptsiedlung befindet sich im Westen des Gemeindegebiets mit der Pfarrkirche als Mittelpunkt. Die Hauptsiedlung ist eng mit dem Siedlungsgebiet von Tentlingen zusammengewachsen. Im Südosten liegt die Siedlung Eichholz, die vor allem aus Bauernhäusern besteht. Die Nachbargemeinden sind Tentlingen, St. Silvester, Plasselb, Plaffeien und Rechthalten. Giffers gehört sowohl zur Agglomeration Freiburg als auch zum Senseoberland und ist somit an der Grenze von Mittelland und Voralpen.

## Geschichte

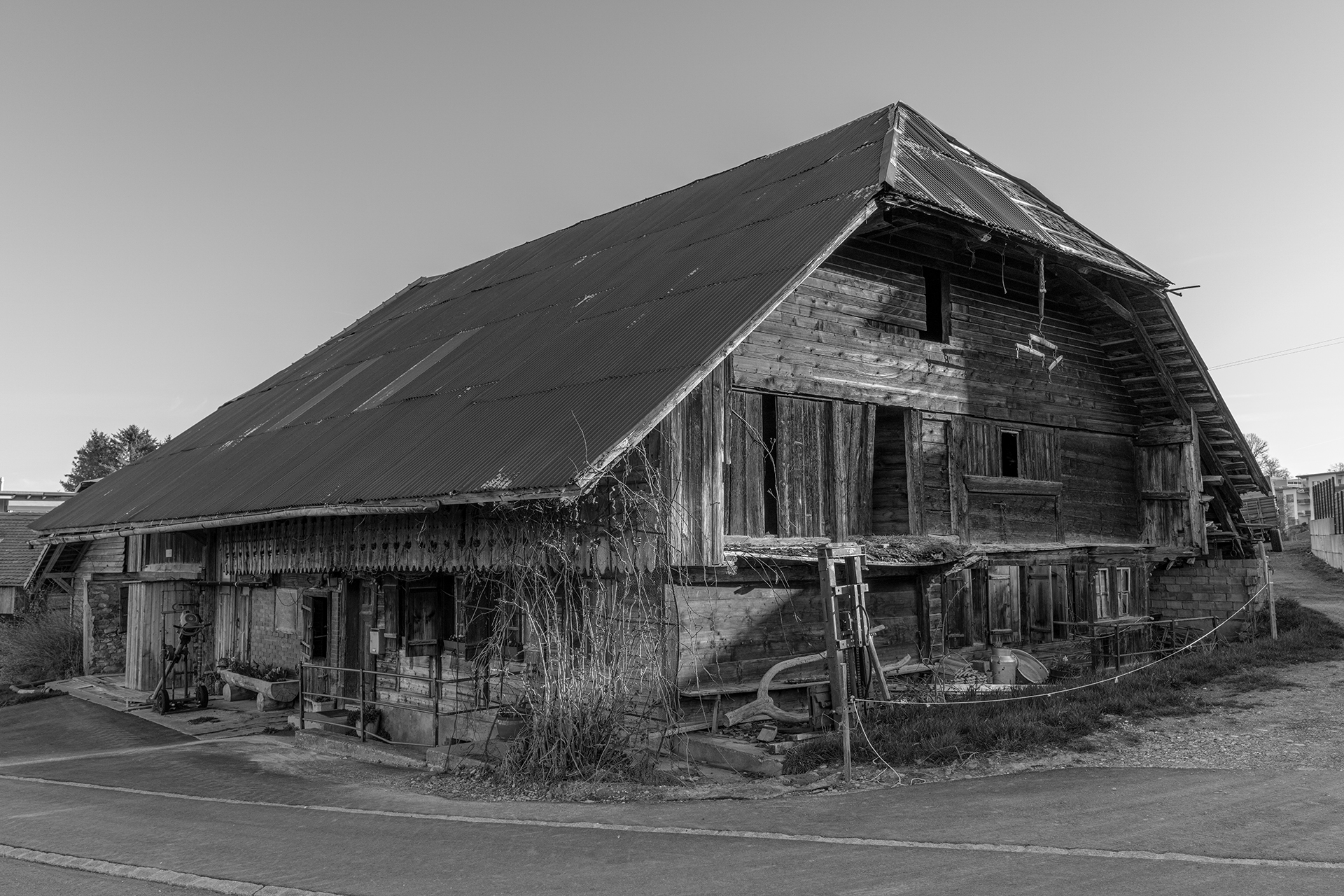
Bauernhaus an der Oberdorfstrasse

Giffers muss schon im Neolithikum (Dolmen im Sageloch) besiedelt gewesen sein. Im 10. Jahrhundert gehörte es zur Grafschaft Bargen; im 11./12. Jahrhundert herrschten die Ritter von Giffers über das Gebiet. Der Name Giffers ist als Chiuriles (1150) (von lateinisch caprile «Ziegenstall») im 12. Jahrhundert erstmals bezeugt. Später Chivrilles (1324) und Chiurilles (1445) und schliesslich Giffers. Der französische Name der Gemeinde Chevrilles, bestätigt diese Herleitung. Ab Mitte des 12. Jahrhunderts gehörte Giffers teilweise zum Kloster Magerau.
1476 ist bei der Murtenschlacht eine Compagnie Giffers (Ziverliet) und Tentlingen (Tanterin) mit 59 Mann dabei. Diese Gifferser Compagnie bestand, da keine Angaben über St. Silvester und Neuhaus vorhanden sind, aus Männern aus Giffers, Tentlingen, St.Silvester und Neuhaus.
1630 wurde Giffers als Teil der Alten Landschaft selbständige Pfarrei im Burgpanner. Die erste Poststelle wurde 1893 eröffnet.
Im ganzen deutschsprachigen Teil des Kantons Freiburg ist Giffers durch den sogenannten Gifferstee bekannt. Ob dieses beliebte Heissgetränk mit Zimt ursprünglich tatsächlich aus Giffers kommt, ist jedoch unklar.
Fusionspläne mit Tentlingen und St. Silvester sind in der Abstimmung Juni 2015 gescheitert.

## Wappen und Fahne
Die Blasonierung des Gemeindewappens lautet: «Geviert von Rot und Gold mit vier durchgehenden eingeschnürten Tatzenkreuzen in gewechselten Farben.»
Das Wappen und Fahne wurde von der Gemeinde erst im 20. Jahrhundert angenommen und wird der Ritterfamilie von Giffers zugeschrieben, von welchen ein Dokument bezeugt, dass sie im 12. Jahrhundert Dienstleute des Klosters Altenryf waren. Bocherus und seine Söhne waren die bedeutendsten Vertreter dieses Geschlechts. Bis auf das Wappen und der Fahne hat diese lehensherrliche Familie jedoch kaum Spuren hinterlassen.

## Wirtschaft
Die Gemeinde erlebte in den 1960er-Jahren ein markantes Wachstum. Von den Erwerbstätigen arbeiten 28 % im ersten Sektor, 25 % im zweiten und 47 % im dritten Sektor. Die meisten Erwerbstätigen sind Pendler und arbeiten im Grossraum von Fribourg/Freiburg, jedoch hat sich Giffers nicht zur reinen Pendlergemeinde entwickelt und konnte sich als eigenständiges Dorf behaupten, da es auch viele kleinere ortsansässige Betriebe hat.
Giffers wird zum ersten Standort für die neuen Bundeszentren für Asylwesen. Im ehemaligen Institut Guglera entstand bis 2017 ein Asylzentrum für maximal 300 Asylbewerber.

## Verkehr
Die Gemeinde ist verkehrsmässig gut erschlossen. Sie liegt an der Hauptstrasse von Freiburg nach Plaffeien, welche in die Region Schwarzsee führt. Auch gibt es die Verbindungsstrassen nach St.Silvester und Le Mouret sowie nach Rechthalten und St. Ursen. Durch drei Buslinien der Transports publics Fribourgeois, davon ein Nachtbus, ist Giffers an das Netz des öffentlichen Verkehrs angebunden.

## Kirchen
Die katholische Kirche wurde 1778–1781 erbaut und 1908 erweitert. Schon 1390 ist auf dem Gemeindegebiet ein Gotteshaus bezeugt. Bei Auf der Matten steht eine neugotische Marienkapelle (Ende des 19. Jahrhunderts). 1902 wurde an einer schönen Stelle in den Aergerafelsen eine Lourdesgrotte errichtet. Das ehemalige Zehntenhaus stammt aus dem 17. Jahrhundert. Die Gemeindeverwaltung befindet sich seit 1986 im neurenovierten Haus Alte Kur. Ganz im Osten der Gemeinde liegt das von den Ingenbohler Schwestern gegründete Institut Guglera, früher eine Sekundarschule, heute ein Förder-, Ausbildungs- und Seminar-Zentrum.

## Bildergalerie

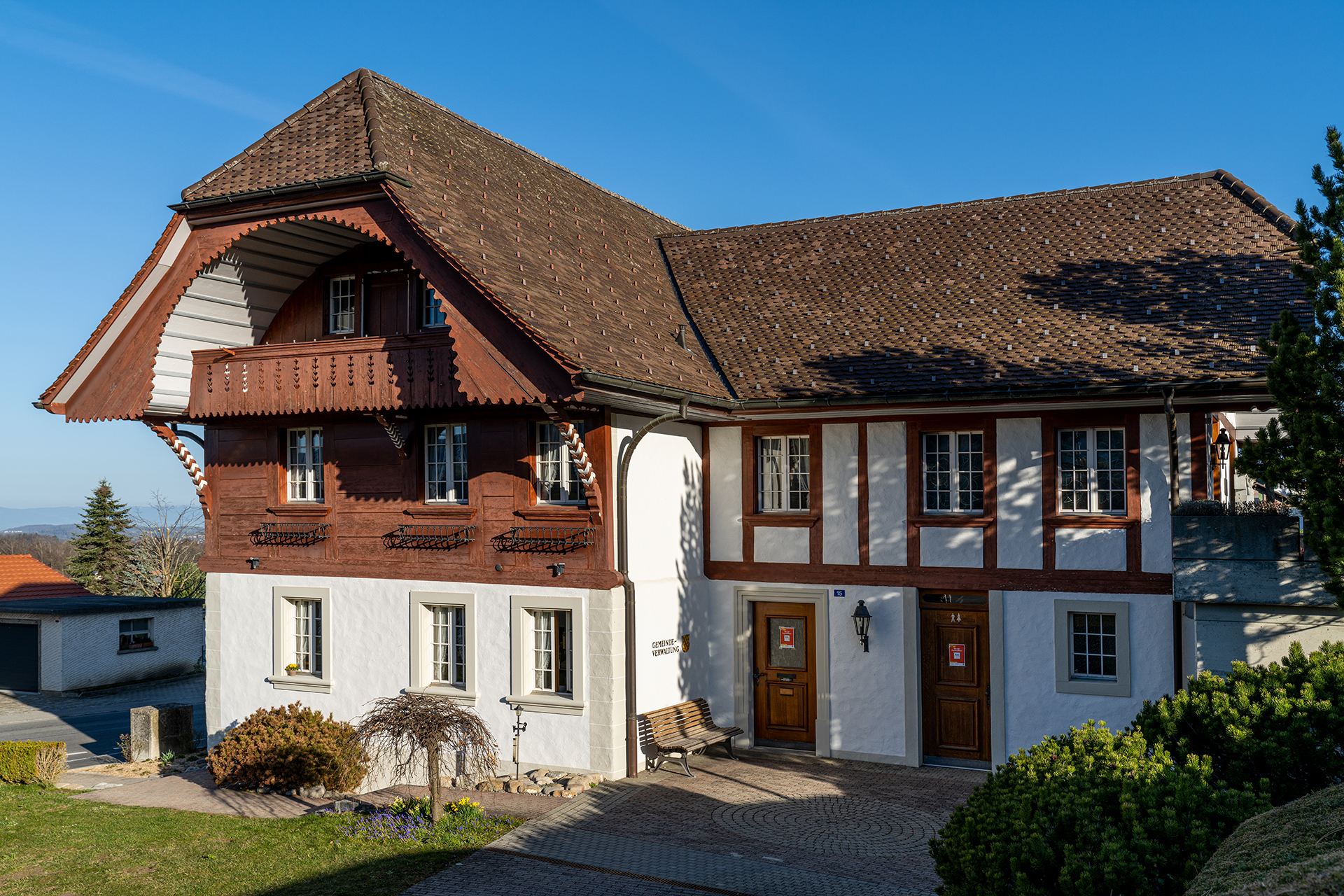
Gemeindeverwaltung
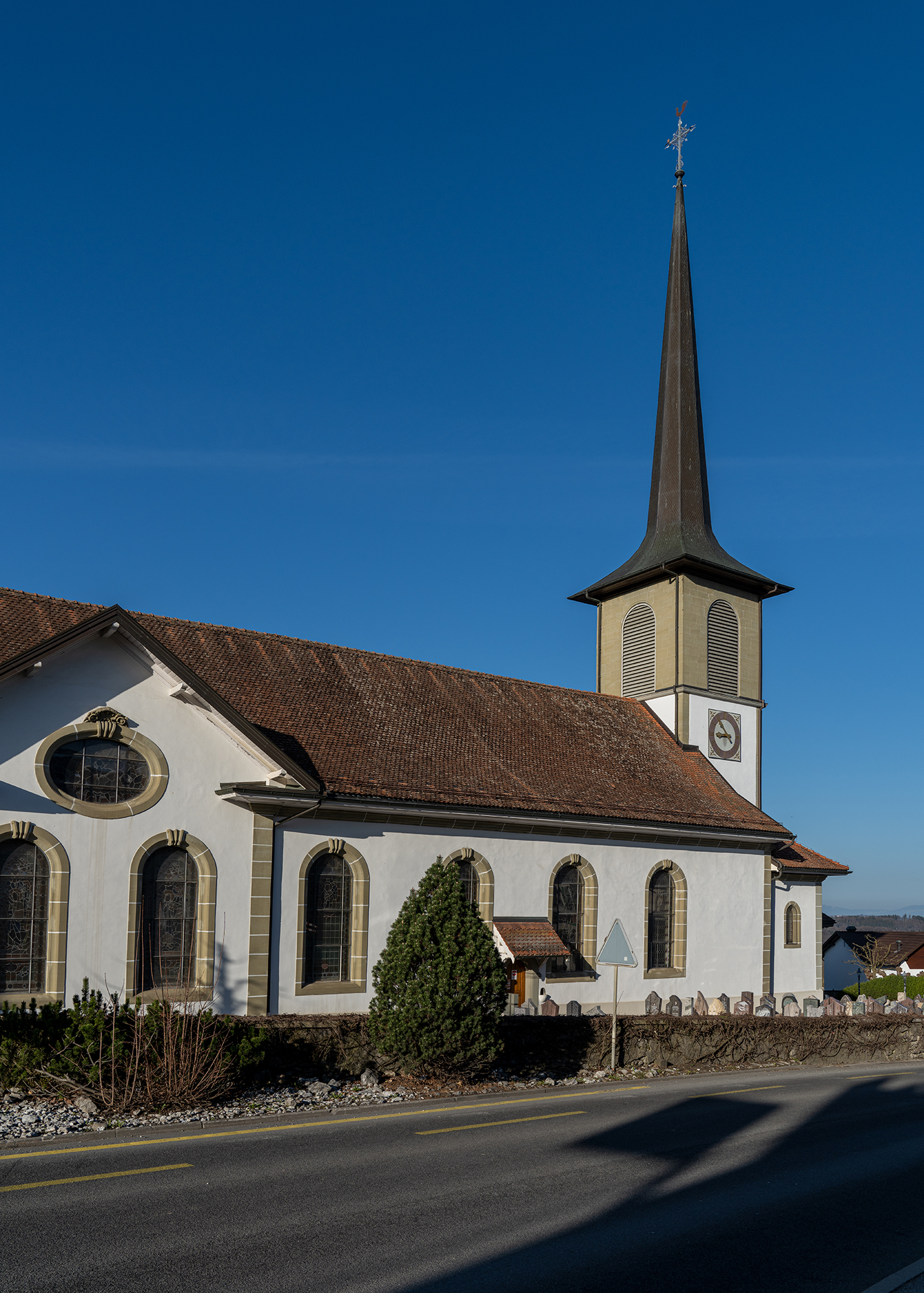
Pfarrkirche
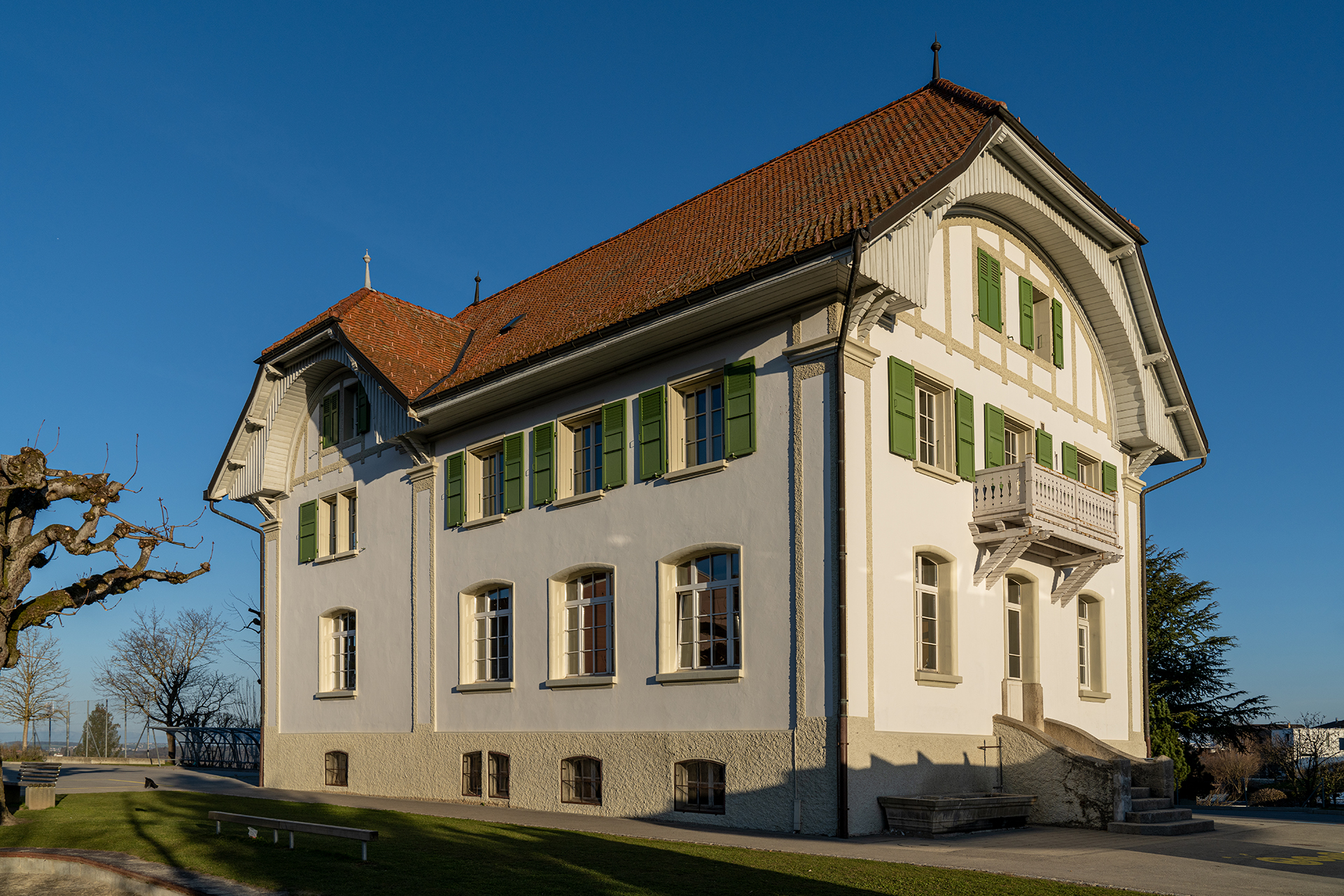
Bubenschulhaus
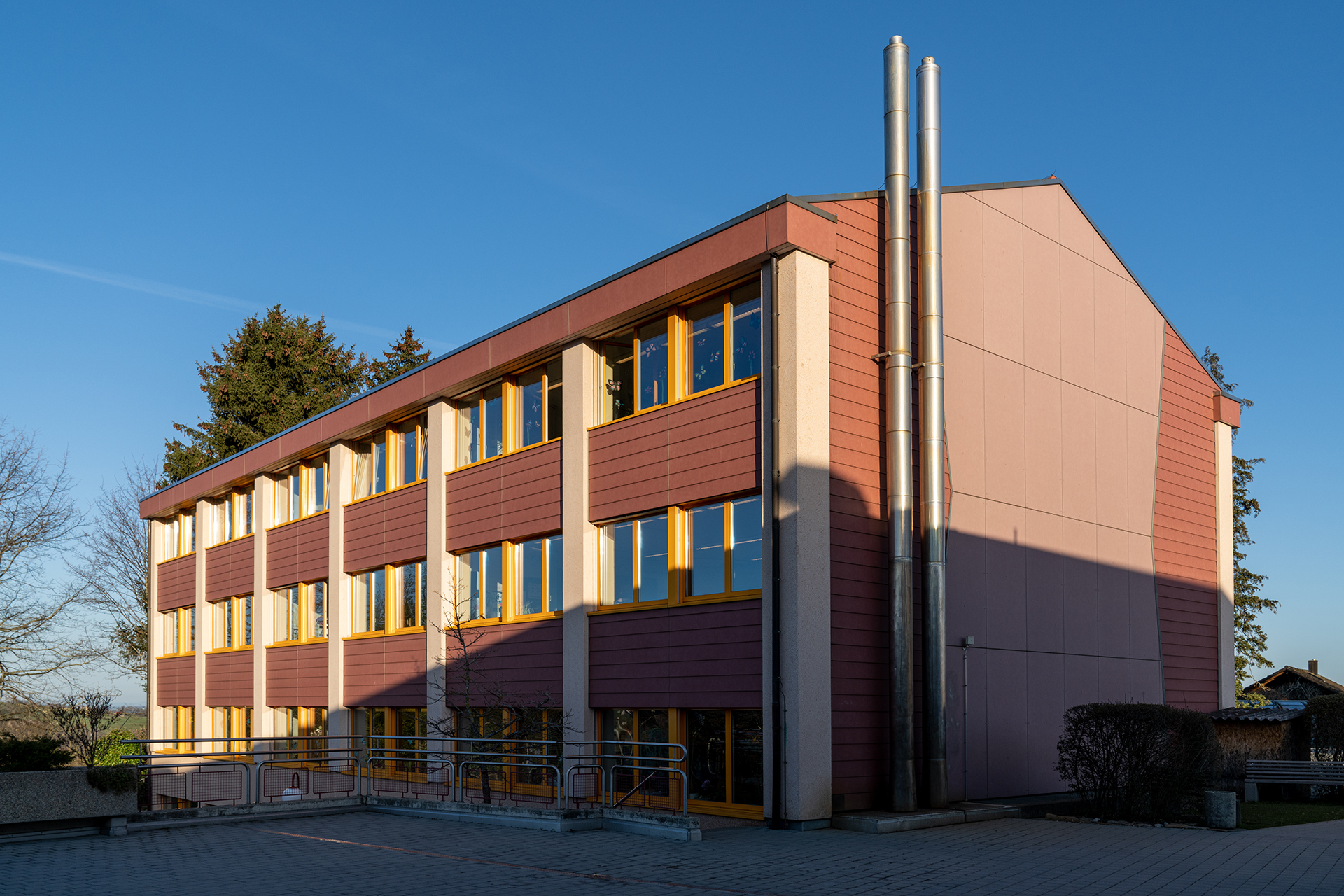
Schulhaus
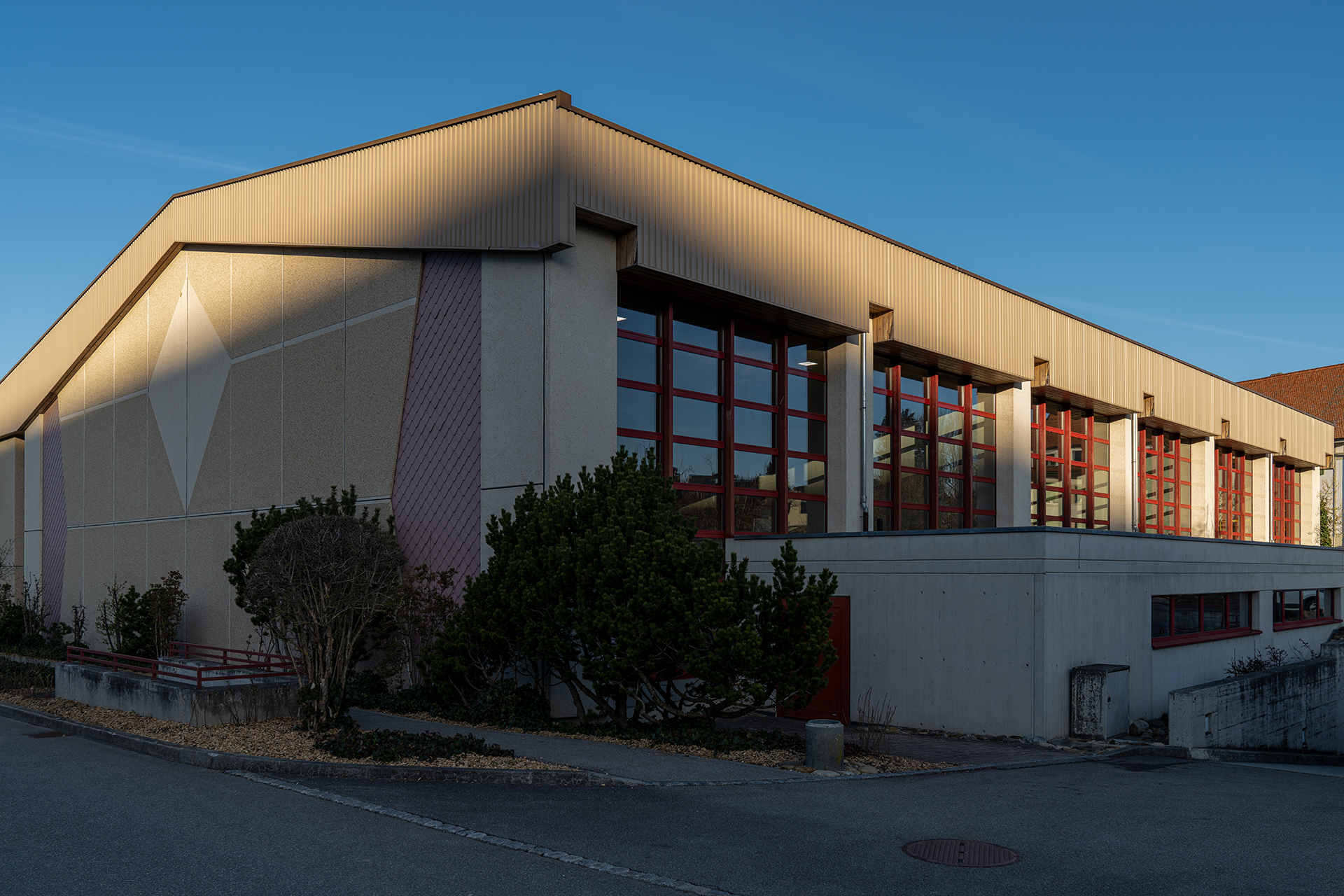
Mehrzweckhalle
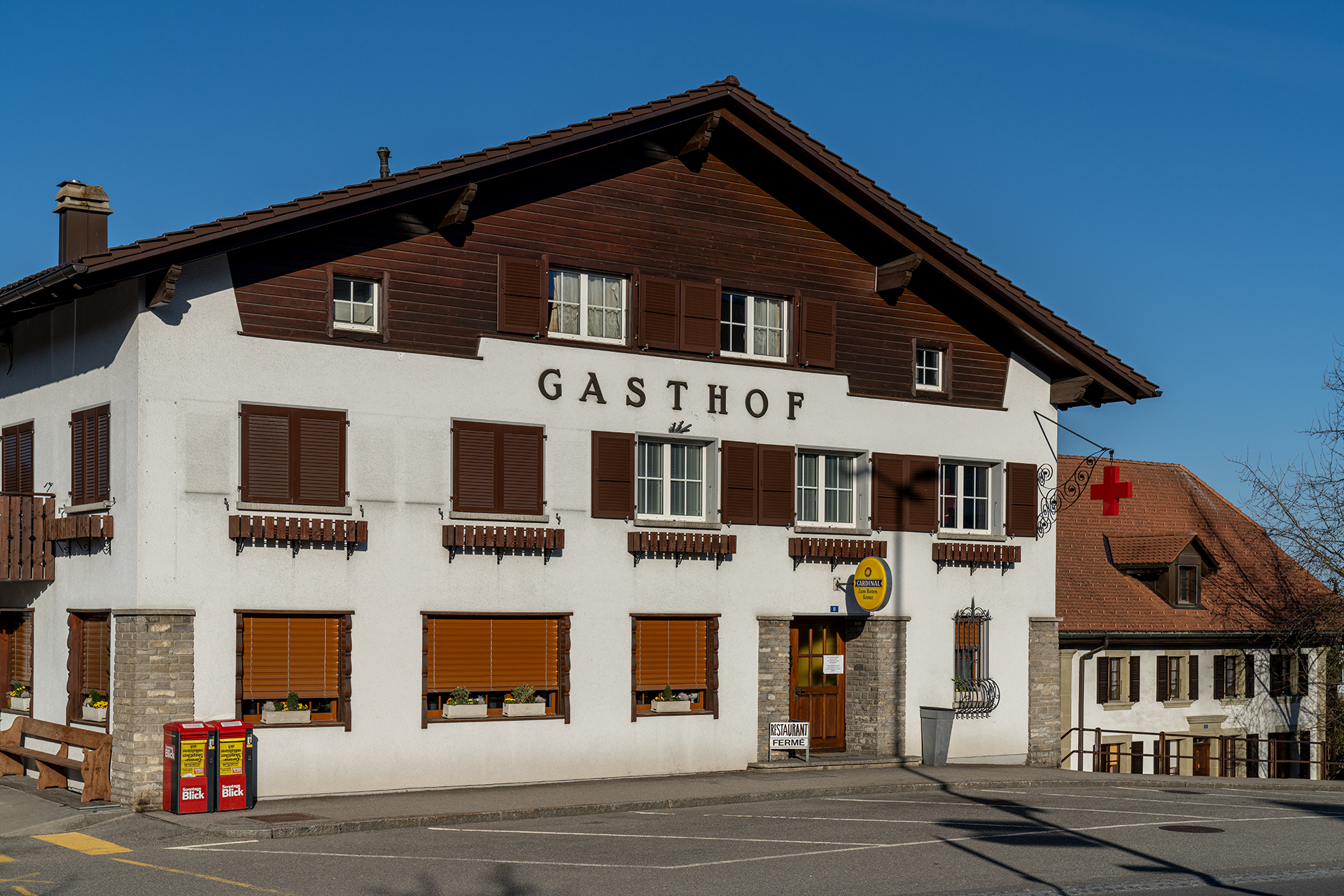
Gasthof Zum roten Kreuz
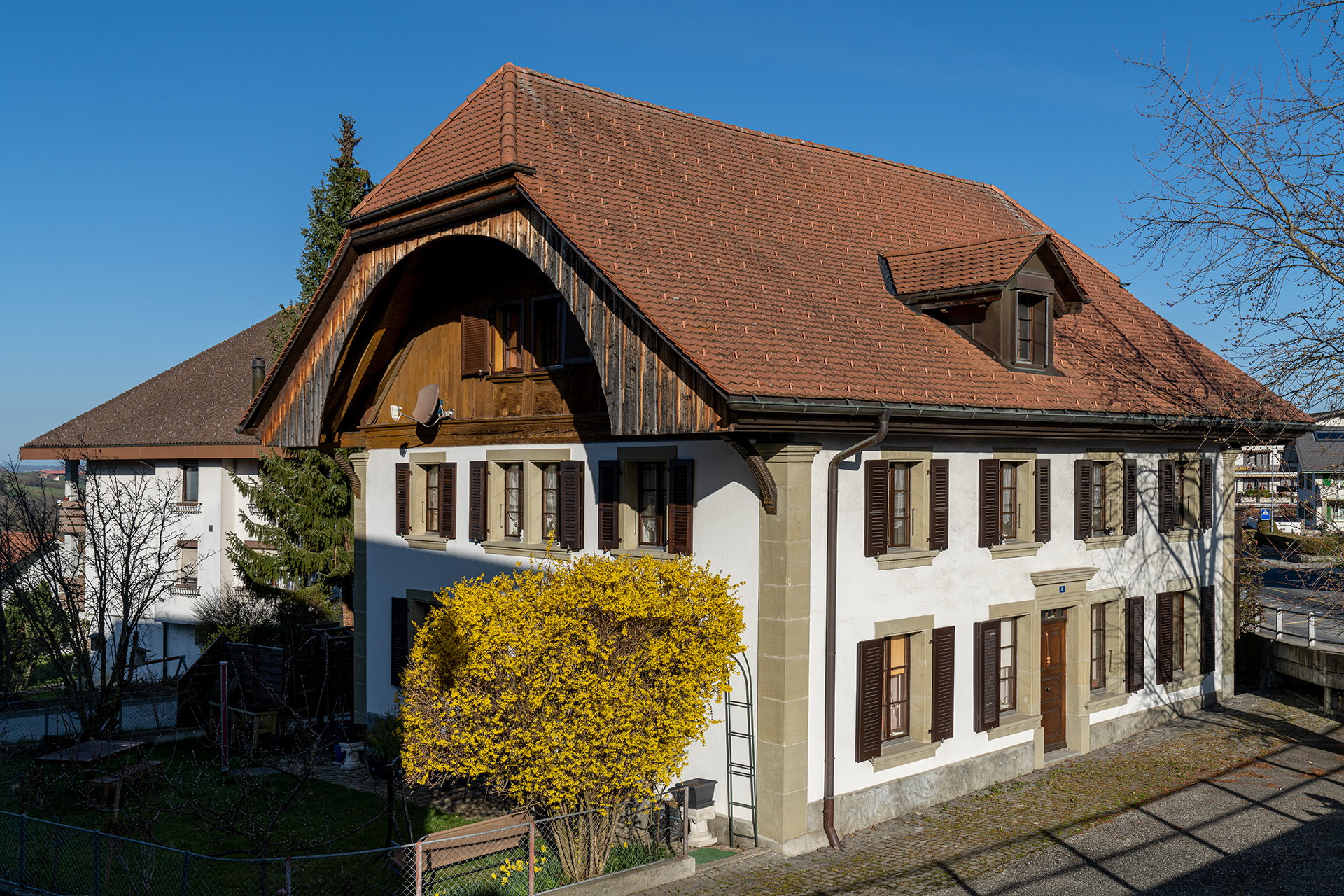
Wohnhaus am Dorfplatz
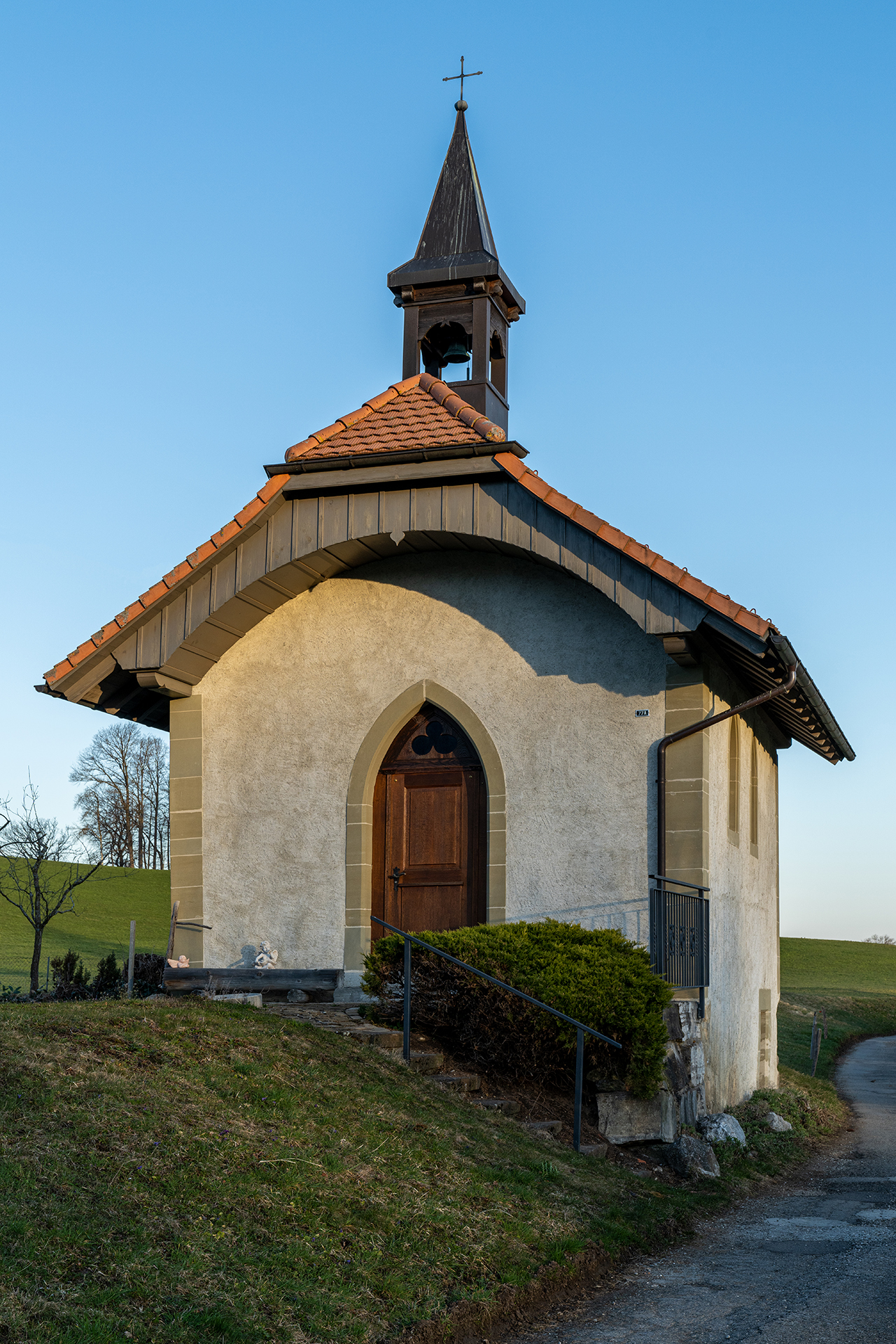
Marienkapelle auf der Matte